# Ingrid Ragnvaldsdotter
Ingrid Ragnvaldsdotter (en nórdico antiguo: Ingiríðr Rögnvaldsdóttir) (1100/1110-después de 1161) era miembro de la familia real sueca. Se convertiría en miembro de la familia real danesa por matrimonio y luego en reina consorte de Noruega como la esposa de Harald IV de Noruega, conocido como Harald Gille. Casada cuatro veces, algunos de los hijos de Ingrid tuvieron papeles importantes en la historia de Suecia y Noruega.

## Vida
Ingrid nació entre los años 1100 y 1110. Se desconoce el nombre o el origen de la madre de Ingrid. Fue la hija de Ragnvald Ingesson, el único hijo varón y heredero del rey Inge I de Suecia. Sin embargo, Ragnvald murió joven sin llegar a reinar.
Ingrid contrajo matrimonio con Enrique Skadelår (en nórdico antiguo: Henrik Svendsen Skadelår), hijo de Svend Svendsen de Dinamarca, quien era uno de los hijos bastardos del rey Svend II de Dinamarca. Svend Svendsen era pretendiente al trono danés, pero murió cuando estaba a punto de ser elegido rey. Enrique Skadelår era lisiado y no era considerado un candidato para ser rey. Era un gran conspirador y eso hizo que se ganara varios enemigos. Se registran tres hijos de Enrique e Ingrid, incluido el rey Magnus II de Suecia. Se sabe que Ingrid conspiró para que Magnus obtuviera el trono sueco, que según ella era la legítima herencia de su padre. Según se dice, Ingrid sugirió que Magnus contratara al hombre que mataría al rey Sverker I de Suecia. Enrique Skadelår murió el 4 de junio de 1134 en la batalla de Fotevik en la bahía de Fotevik cerca de Vellinge, en Escania.
Pronto después de la muerte de su marido, Ingrid se casó con el rey Harald Gille. Tuvo un hijo que más tarde se convertiría en rey de Noruega como Inge I. Cuando Harald Gille fue asesinado en 1136, Ingrid tuvo un rol importante en la proclamación de su hijo Inge, y de su hijastro, Sigurd, como co-gobernantes, y en la guerra contra Sigurd Slembe, Ella fue una de las más importantes consejeras del rey Inge durante su reinado.
Su tercer marido fue Ottar Birthing (Óttarr Birtingr), un importante lendmann, pero volvería a enviudar cuando este fue asesinado en Nidaros en 1146 o 1147.
Entre su tercer y cuarto matrimonio, Ingrid tuvo un hijo bastardo, Orm Ivarsson, con un hombre llamado Ivar Sneis (Ívarr Sneis).
El cuarto y último marido de Ingrid fue Arne Ivarsson de Stårheim (Árni Ívarsson á Stoðreimi), otro lendmann con quien tendría cuatro hijos. Arne sería posteriormente llamado Kongsmåg, que significa "pariente del rey".
Como consejera de su hijo, el rey Inge, Ingrid participó de muchos de los acontecimientos que marcaron el principio de las guerras civiles noruegas. El 3 de febrero de 1161, Inge fue vencido y asesinado, dirigiendo a sus hombres en la batalla contra el rey Haakon II de Noruega. En la saga Heimskringla, Ingrid es mencionada por última vez cuando ella y su marido abandonaron Noruega para exiliarse en Dinamarca.

### El nombre de Ingrid
El nombre de Ingrid ha sido escrito de muchas formas en los idiomas escandinavos modernos y en inglés. Su primer nombre en nórdico antiguo era Ingiríðr, y está traducido como Ingrid o Ingerid. Su patronímico, Rögnvaldsdóttir, puede traducirse como Ragnvaldsdotter, Ragvaldsdotter o Ragnvaldsdatter.

## Hijos
Con Enrique Skadelår:
- Magnus II de Suecia (Magnus Henriksson): rey de Suecia. Ordenó el asesinato del rey Erik IV de Suecia, y posiblemente también el del rey Sverker I de Suecia; Magnus fue asesinado y luego sería considerado como un usurpador al trono.
- Ragnvald Henriksson: jarl de Suecia durante el breve reinado de su hermano.
- Burits Henriksson (también llamado Buris/Boris; probablemente 1130 - asesinado en 1167), conde de Jutlandia. En 1166, desposó a una hija (nacida en 1150) de Lutgarda de Salzwedel y del conde Germán II de Winzenburg.

Con Harald Gille:
- Inge I de Noruega (Ingi Haraldsson): rey de Noruega.

Con Ivar Sneis:
- Orm Ivarsson (Ormr konungsbróðir): hijo ilegítimo. Fue un importante líder durante el reinado del rey Magnus V de Noruega, y después de la muerte de Erling Skakke, logró tener un poder casi equivalente al del rey.

Con Arne Ivarsson de Stårheim:
- Felipe de Herdla (Philippus í Herðlu)
- Nicolás Arnesson (Nikolás Árnason): obispo y cofundador de los Bagler.
- Inge Arnesson (Ingi Árnason)
- Margarita Arnesdotter (Margrét Árnadóttir): fue la madre del rey bagler Felipe Simonsson.